# Bandera de Laredo (Cantabria)
La bandera de Laredo es uno de los símbolos del ayuntamiento de Laredo (Cantabria), junto a su escudo. Dicha bandera es de paño rectangular dividido en tres franjas horizontales de igual anchura, la superior de color verde, la central blanca y la inferior azul. En el centro geométrico del paño va el escudo municipal, con una altura equivalente a la mitad de la altura del paño.